# Thomas Hermanns

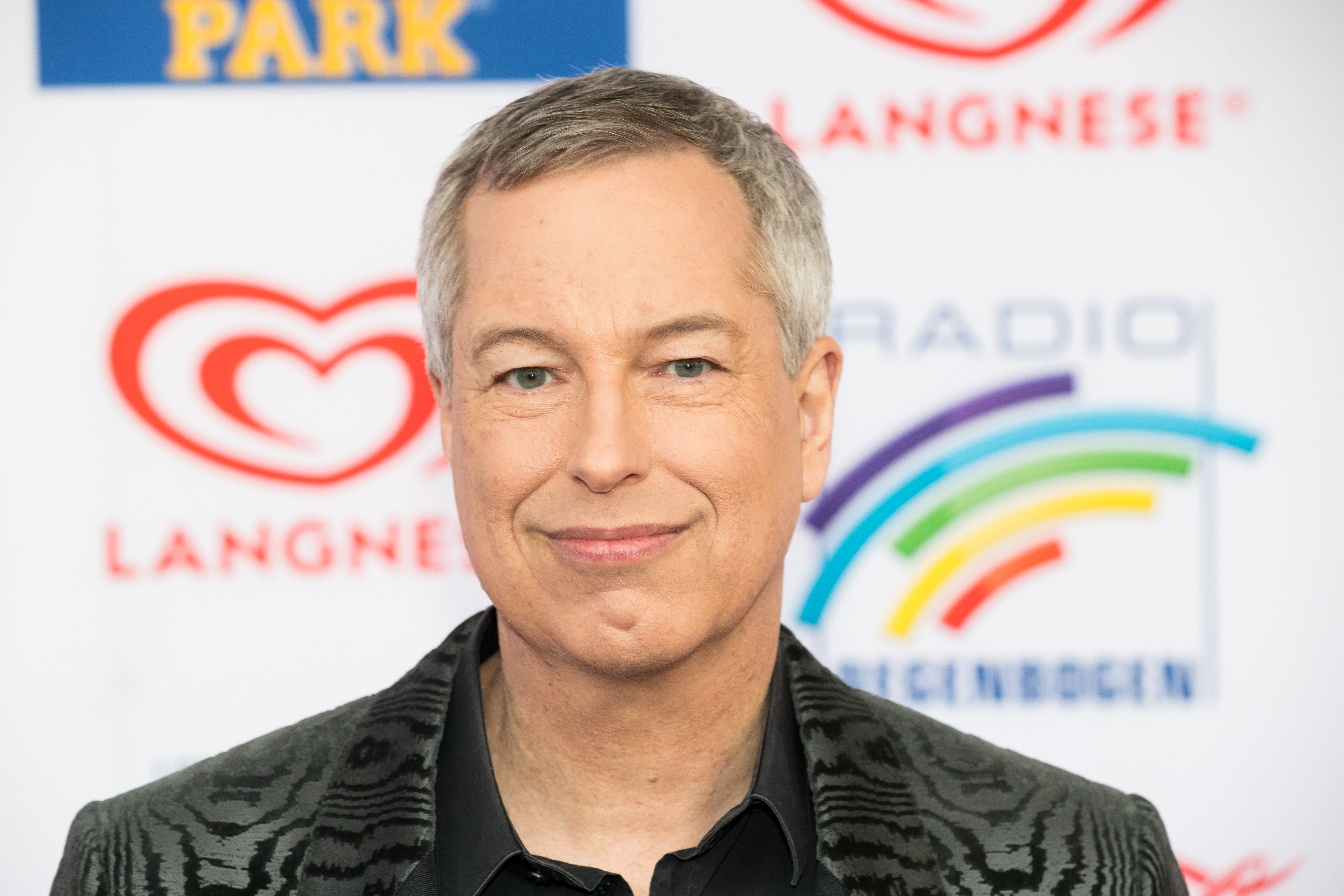
Thomas Hermanns (2019)

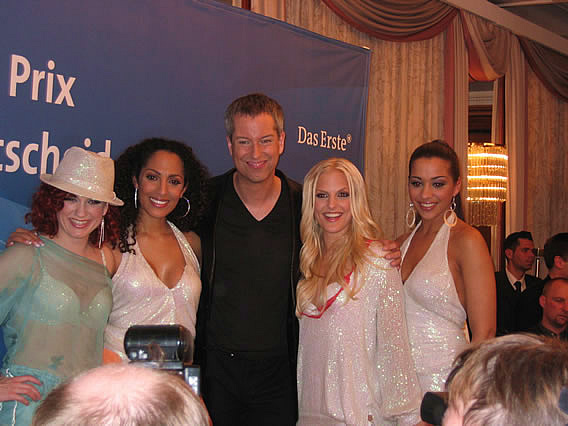
Thomas Hermanns mit den No Angels (2008)

Thomas Hermanns (* 5. März 1963 in Bochum) ist ein deutscher Fernsehmoderator, Komiker, Drehbuchautor, Regisseur und Gründer des Quatsch Comedy Clubs.

## Leben

### Kindheit und Studium
Thomas Hermanns wurde in Bochum geboren. Als er sechs Jahre alt war, zog er mit seinen Eltern nach Nürnberg, wo sein Vater für die Bundesanstalt für Arbeit tätig war. Er wuchs in Nürnberg-Langwasser auf. Nach dem Abitur im Jahr 1981 studierte er an der Ludwig-Maximilians-Universität in München Theaterwissenschaften und schloss 1988 sein Studium mit dem Magister ab.

### Erste Fernsehkarriere
Während des Studiums war er 1985 u. a. im Video Jet Set der Band Alphaville zu sehen. Seit seinem 19. Lebensjahr schreibt und inszeniert er Fernsehsendungen. 1992 entstand unter seiner Leitung in Hamburg der Quatsch Comedy Club, der seit 1996 von ProSieben übertragen wird. 2002 zog der Club nach Berlin um und erhielt dort im Souterrain des Friedrichstadtpalastes eine neue Spielstätte. Anfang 2006 eröffnete Hermanns eine Zweigstelle im Café Keese auf der Reeperbahn in Hamburg. Am 29. Dezember 2022 lief die letzte Ausgabe Quatsch Comedy Club unter seiner Leitung und er kündigte seinen Rückzug an, um Platz für einen jüngeren Nachfolger zu machen.
Hermanns inszeniert ebenfalls Shows und Comedy-Programme für andere Künstler, wie zum Beispiel Zapped (1998), Back to Life (2000) und Paranoid (2004) für Michael Mittermeier, Suchst Du?! (2001) für Kaya Yanar sowie für Gayle Tufts und Cora Frost. Er führte bei den Musicalshows Grease und Es fährt ein Zug nach Nirgendwo Regie. 1989 brachte Hermanns mit seiner Show Tommy Gardens Sing-A-Long Karaoke nach Deutschland.

### Autor
Als Autor schrieb Hermanns für Dirk Bach die Fernsehserie Lukas (1997–1999), verfasste das Skript für den Fernsehfilm Meine beste Feindin (2000) mit Mariele Millowitsch und Doris Kunstmann und die Komödie Sing, wenn du kannst! (2002), aufgeführt im Schmidt Theater in Hamburg. Im Februar 2009 erschien sein Buch Für immer d.i.s.c.o, in dem er sich autobiographisch mit der Disco-Ära auseinandersetzt.

### Fernsehmoderator
Als Fernsehmoderator präsentierte er auf ProSieben unter anderem den Red Nose Day sowie 2002 den Popclub. Im Dezember 2005 moderierte er gemeinsam mit Sky du Mont und Bettina Zimmermann die Bambi-Verleihung. Von 2006 bis 2008 präsentierte Hermanns die deutsche Vorentscheidung zum Eurovision Song Contest. Er kündigte an, ab 2009 aus Enttäuschung über Qualität und Siegchancen der deutschen Beiträge die Moderation der Vorentscheidung und der „Grand-Prix-Party“ abzugeben. Im Jahr darauf gewann Lena Meyer-Landrut den Eurovision Song Contest 2010.
Hermanns lebt seit 2008 in einer eingetragenen Lebenspartnerschaft mit Wolfgang Macht. Er war gelegentlich Gast bei Genial daneben und anderen Unterhaltungsshows im Fernsehen. Im Jahr 2010 moderierte er in Hannover die Variety-Show Die Thomas & Helga Show, die vom NDR-Fernsehen ausgestrahlt wird.

### Weiteres
Hermanns schrieb das Buch zum Musical Kein Pardon, das seit dem 12. November 2011 im Capitol Theater in Düsseldorf aufgeführt wird. Es basiert auf dem gleichnamigen Film von Hape Kerkeling aus dem Jahr 1993. 2015 wurde sein Musical Bussi – Das Munical uraufgeführt. Es sei seine Liebeserklärung an die Neue Deutsche Welle und das Gefühl der 1980er Jahre, das er selbst im Gärtnerplatzviertel erlebt hat. Von März bis Mai 2018 war er in der 11. Staffel der RTL-Show Let’s Dance zu sehen. Er belegte mit seiner Tanzpartnerin Regina Luca den 6. Platz.
2019 trat er in der Gameshow Hätten Sie’s gewusst? als Musik-Experte an.
Er ist seit 2020 Juror der RTL-Show I Can See Your Voice. Im Herbst 2020 gehörte er zu den prominenten Kandidaten der Kochshow MasterChef Celebrity auf Sky One. Außerdem war er im November 2020 Juror in der Sendung Luke! Die Greatnightshow: Luke – Die Band 2020. In der Spielzeit 2021/22 war er in der Rolle der Edna Turnblade im Musical Hairspray am Staatstheater Nürnberg zu sehen. Am 16. Juli 2024 feierte im Pfefferberg Theater sein Musical Berlin Non Stop Premiere zu dem Thomas Zaufke die Musik schrieb. In der Inszenierung unter der Regie von Fabian Gerhardt erkunden drei junge Touristen das Berliner Nachtleben. Eine siebenköpfige Besetzung und eine Live-Band unter der musikalischen Leitung von Damian Omansen begleiten die Reise durch Berlins ikonische Schauplätze. Co-Produzent dieses Stücks ist Quirin Graf Adelmann. Ein weiteres Musical von Hermanns, Hello! Again?, wird im November 2024 in der Musikalischen Komödie Leipzig uraufgeführt.

## Moderation

### Früher
- 2002–2003: Popclub, ProSieben
- 2004: Teddy Award, Eins Festival
- 2003–2007: Red Nose Day, ProSieben
- 2006–2008: Deutscher Vorentscheid zum Eurovision Song Contest, ARD
- 2010: Ent- oder Weder! Das Comedy-Duell, ZDFneo
- 2010: Die Thomas & Helga Show, NDR
- 1997–2015: Quatsch Comedy Club, ProSieben
- 2017–2022: Quatsch Comedy Club, Sky 1
- 2023: Das Glücksrad, RTL Zwei

### Einmalig
- Eurovision Song Contest, ARD, ORF, SRF

### Mitwirkender in Sendungen
- seit 2020: Zeig uns deine Stimme, RTL

## Auszeichnungen
- 1997: Deutscher Comedypreis Hauptpreis für den Quatsch Comedy Club
- 2000: Deutscher Comedypreis Beste Comedy-Show für den Quatsch Comedy Club
- 2006: Goldene Kamera Kategorie Comedy
- 2006: LEA Live Entertainment Award im Bereich Engagement für Nachwuchskünstler für den Quatsch Comedy Club
- 2007: Kompassnadel des Schwulen Netzwerk NRW e. V. für besonderen Einsatz der schwul-lesbischen Emanzipation[11]
- 2009: Deutscher Comedypreis Bestes Comedyevent für Quatsch Goes Christmas – Die große Comedy Winter Show
- 2012: Deutscher Comedypreis Sonderpreis für 20 Jahre Quatsch Comedy Club
- 2018: Bayerischer Fernsehpreis  in der Kategorie Unterhaltung als Moderator des Unterhaltungsprogramms 25 Jahre Quatsch Comedy Club (Sky)
- 2022: Deutscher Comedypreis – Ehrenpreis[12]

## Veröffentlichungen
- Thomas Hermanns: für immer d.i.s.c.o.. Scherz Verlag, Frankfurt 2009, ISBN 978-3-502-15167-8.
- Thomas Hermanns: Das Tomatensaft-Mysterium: Fliegen in der Comedy Class. Goldmann Verlag, München 2010, ISBN 978-3-442-47262-8.
- Thomas Hermanns, Christoph Dompke: Das große QUATSCH-Comedy-Buch. Alles über Deutschlands ersten Comedy-Club. Henschel Verlag, Leipzig 2011, ISBN 978-3-89487-690-6.
- Thomas Hermanns: Mörder Quote Goldmann Verlag, München 2012, ISBN 978-3-442-47638-1.
- Thomas Hermanns: netter is better. Die hohe Kunst der guten Laune Gräfe und Unzer, München 2019, ISBN 978-3-8338-6888-7.